# Elymer

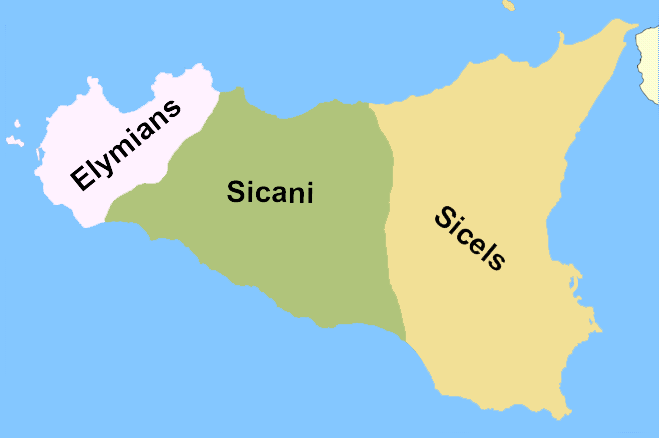
Folkslagen sikeler, elymer och sikaner: den ungefärliga utbredningen innan grekernas ankomst.

Elymer var en av tre folkgrupper som enligt Thukydides bebodde Sicilien innan grekerna och karthagerna koloniserade ön. De andra folkgrupperna var sikaner och sikeler. Elymerna var huvudsakligen bosatta på västra delen av ön.
Den forntida staden Segesta var ursprungligen en elymisk bosättning som på 740-talet f.Kr. koloniserades av kartager och från 400-talet f.Kr. av greker.